# 完顔阿骨打 (漫画家)
完顔阿骨打（わんやんあぐだ、1971年2月25日 - ）は、日本の漫画家。男性。主に成人向け漫画を執筆している。
1988年頃、『嘆きの健康優良児』でデビュー。1980年代後半より同人サークル「女真族」として、男性向けの作品（ロリやふたなりなど）をメインに発表している。過去の愛車として光岡自動車のゼロワンがあり、痛車仕様にしてあった。

## 作品リスト

### 単行本
※特に注記がない限り、成人向け作品。
- 『嘆きの健康優良児』 富士美出版〈富士美コミックス〉、全5巻
  - 蒼竜社〈プラザコミックス〉から愛蔵版が2巻まで刊行されたが、売れなかったため3巻は存在しない[1]。
- 『黄色魔術オリエンタルガール』 1993年9月発売、フランス書院〈Xコミックス〉、ISBN 4-8296-7719-8
  - 完結しているが単行本には途中までしか収録されておらず、残りは出版されていない[1]。
- 『PINK MIRRORS』 1995年2月発売、富士美出版〈富士美コミックス〉、ISBN 4-89421-104-1
- 『俊晴くんは年上の女性に好かれるタイプ?』 1996年12月発売、富士美出版〈富士美コミックス〉、ISBN 4-89421-192-0
- 『魔法の電脳少女マリア』 1997年7月発売、富士美出版〈富士美コミックス〉、ISBN 4-89421-228-5
- 『ブルマーと白いムチ』 1997年12月発売、富士美出版〈富士美コミックス〉、ISBN 4-89421-253-6
- 『PINKY TRICK』[注 2] 1999年4月発売、富士美出版〈富士美コミックス〉、ISBN 4-89421-327-3
- 『めがねっ娘倶楽部』 2000年2月発売、ヒット出版社〈セラフィンコミックス〉、ISBN 4-89465-110-6
- 『BOY・SOPRANO』 2000年4月発売、富士美出版〈富士美コミックス〉、ISBN 4-89421-376-1
- 『憐奈さんのちょっと奇妙な日々』 2001年2月発売、富士美出版〈富士美コミックス〉、ISBN 4-89421-416-4
  - 「憐奈さんのちょっと奇妙な日々」と「パラレリズム」の2作品を収録[7]。
- 『神奈月の姉妹 -マッド薬剤師 砂恵-』 2001年6月発売、蒼竜社〈プラザコミックス〉、ISBN 4-88386-089-2 ※非成人指定
- 『おまけの娘』 2001年10月発売、ヒット出版社〈セラフィンコミックス〉、ISBN 4-89465-182-3
- 『最強のお嬢様』 2002年9月発売、蒼竜社〈プラザコミックス〉、ISBN 4-88386-154-6
- 『ROUND SHELL』 2004年5月25日発売[8]、茜新社〈TENMACOMICS LO #4〉、ISBN 4-87182-665-1
- 『日曜日はお兄ちゃん曜日』 2004年11月発売、ヒット出版社〈セラフィンコミックス〉、ISBN 4-89465-286-2
- 『ROUND SHELL SECOND』 2005年6月25日発売[9]、茜新社〈TENMACOMICS LO #17〉、ISBN 4-87182-768-2
- 『ガラムマサラはかくし味』 2005年7月発売、フロム出版〈ベルコミックス〉、ISBN 4-89447-171-X
- 『ふたなりイエスタディ -TINCO YESTERDAY-』 2008年4月18日発売[10]、茜新社〈TENMA COMICS〉、ISBN 978-4-87182-980-9
- 『黒炉里 -ぶらっくろりーたふぃーるど-』 2009年12月18日発売[11]、茜新社〈TENMACOMICS LO #76〉、ISBN 978-4-86349-120-5
- 『幼少の花の秘密』 2015年9月15日発売[12]、茜新社〈TENMACOMICS LO #184〉、ISBN 978-4-86349-528-9